# Hexalobus salicifolius
Hexalobus salicifolius är en kirimojaväxtart som beskrevs av Adolf Engler. Hexalobus salicifolius ingår i släktet Hexalobus och familjen kirimojaväxter. IUCN kategoriserar arten globalt som starkt hotad. Inga underarter finns listade i Catalogue of Life.